# Will Steffen (científic)
William Lee "Will" Steffen (Norfolk, Nebraska, EE.UU., 25 de juny de 1947 - Canberra, Austràlia, 29 de gener de 2023) va ser un químic australià.
Va ser el director executiu de l'Institut del Canvi Climàtic de la Universitat Nacional Australiana (ANU) i membre de la Comissió del Clima d'Austràlia fins a la seva dissolució el setembre de 2013. Des del 1998 fins al 2004, va ser el director executiu de l'International Geosphere-Biosphere Program, un organisme coordinador d'organitzacions nacionals de canvi ambiental amb seu a Estocolm. Steffen va ser un dels consellers climàtics fundadors del Climate Council, amb qui sovint va ser coautor d'informes, i va parlar als mitjans de comunicació sobre temes relacionats amb el canvi climàtic i les energies renovables.

## Vida i carrera
Will Steffen va néixer a Norfolk, Nebraska, el 25 de juny de 1947. Steffen va completar una llicenciatura en química industrial a la Universitat de Missouri el 1970. La Universitat de Florida li va concedir un màster el 1972 i un doctorat el 1975. Ha publicacat sobre ciència del clima. Els seus interessos de recerca van anar sobre el canvi climàtic i la ciència del sistema terrestre, amb un enfocament en la sostenibilitat. Va escriure sobre l'adaptació de l'ús del sòl al canvi climàtic, incorporant els processos humans a la modelització i anàlisi del sistema terrestre, i la història i les perspectives futures de la relació entre el món natural i els humans. Steffen també va ser destacat defensant juntament amb Paul Crutzen el concepte de l'Antropocè, i va iniciar juntament amb Johan Rockström un debat internacional sobre els límits planetaris i l'"espai operatiu segur" per a la humanitat.
Steffen va ser assessor científic del Departament australià de Canvi Climàtic i Eficiència Energètica. Va ser membre del consell assessor de l'Oficina Australiana de Meteorologia i va treballar amb el Consell de Ciència, Enginyeria i Innovació del primer ministre. També va formar part d'un comitè assessor a Colorado amb el National Center for Atmospheric Research.
Steffen va formar part del Comitè Assessor Científic de l'APEC Climate Center a Corea. Va ser professor honorari al Departament de Geografia i Geologia de la Universitat de Copenhaguen i investigador visitant al Centre de Resiliència d'Estocolm. Va ser el president del Comitè Assessor de Ciència Antàrtica del Govern Federal i va assessorar el govern australià en altres funcions com a assessor científic del Departament de Canvi Climàtic i Eficiència Energètica i com a assessor expert del Comitè de Canvi Climàtic multipartidista. Steffen també va formar part de la Comissió del Clima d'Austràlia.
El 2011, va ser l'autor principal d'un informe governamental sobre el clima, The Critical Decade, que defensava que s'hauria d'imposar un impost al carboni. El 2018, va escriure l'Informe especial sobre l'escalfament global d'1,5 °C publicat per l'IPCC.
Steffen va morir d'un càncer de pàncrees a Canberra el 29 de gener de 2023, als 75 anys. Casat amb Carrie durant 51 anys, van tenir una filla, la Sonja.

## Algunes publicacions
- Steffen, Will; etal «Trajectories of the Earth System in the Anthropocene». Proceedings of the National Academy of Sciences, 115, 33, 2018, pàg. 8252–8259. Bibcode: 2018PNAS..115.8252S. DOI: 10.1073/pnas.1810141115. PMC: 6099852. PMID: 30082409.
- Colin N. Waters et al. (2016) The Anthropocene is functionally and stratigraphically distinct from the Holocene. In: Science 351, No. 6269 doi:10.1126/science.aad2622.
- Steffen W et al., (2015) Planetary boundaries: Guiding human development on a changing planet. In: Science 349, No. 6254, pp. 1286-1287, doi:10.1126/science.1259855.
- «How defining planetary boundaries can transform our approach to growth». Solutions, 2, 3, 2011. Arxivat de l'original el 2011-07-04 [Consulta: 2 febrer 2023].
- Steffen W, Grinevald J, Crutzen P and McNeill J (2011) "The Anthropocene: conceptual and historical perspectives" Arxivat 2012-01-19 a Wayback Machine. Philosophical Transactions of the Royal Society A 369(1938): 842–867. doi:10.1098/rsta.2010.0327
- Steffen W (ed.) (2010) Australia's Biodiversity and Climate Change Csiro Publishing. ISBN 978-0-643-09605-9.
- Zalasiewicz J, Williams M, Steffen W and Crutzen P (2010) "The new world of the Anthropocene" Arxivat 2011-10-02 a Wayback Machine. Environmental Science & Technology, 44(7): 2228–2231. doi:10.1021/es903118j
- Steffen W (2008) "Looking Back to the Future" Ambio, 37(14): 507–513. doi:10.1579/0044-7447-37.sp14.507
- Steffen W, Crutzen P, McNeill J and Hibbard KA (2008) "Stages of the Anthropocene: Assessing the Human Impact on the Earth System" American Geophysical Union, Annual Meeting 2008, abstract #GC22B-01.
- Robin L and Steffen W (2007) "History for the Anthropocene" History Compass, 5(5): 1694–1719. doi:10.1111/j.1478-0542.2007.00459.x
- Costanza R, Graumlich L and Steffen W (eds) (2007) Integrated History and Future of People on Earth MIT Press. ISBN 978-0-262-03366-4.
- Steffen, W (2005) Global Change and the Earth System: A Planet Under Pressure Birkhäuser. ISBN 978-3-540-26594-8.
- Gordon LJ, Steffen W, Jönsson BF, Folke C, Falkenmark M and Johannessen Å (2005) "Human modification of global water vapor flows from the land surface" Proceedings of the National Academy of Sciences (USA), 102: 7612–7617.
- Steffen W, Andreae MO, Bolin B, Cox P, Crutzen PJ, Cubasch U, Nakicenovic N, Talaue-McManus L and Turner II BL (2004) "Group Report: Earth system dynamics in the Anthropocene" In: Schellnhuber H-J, Earth system analysis for sustainability, pages 313–340, MIT Press, ISBN 978-0-262-19513-3.
- Steffen W, Andreae MO, Bolin B, Crutzen PJ, Cox P, Cubasch U, Held H, Nakicenovic N, Scholes R, Talaue-McManus L and Turner II BL (2004) "Abrupt changes: the Achilles heels of the Earth System" Environment, 46(3): 9–20.
- Steffen W and Lambin E (2004) "Earth System Functioning in the Anthropocene: Human Impacts on the Global Environment" Pages 112–144 in: Interactions between global change and human health, Working group 2004, Pontificiae Academiae Scientiarum, Scripta Varia 106. ISBN 978-88-7761-085-0.
- Crutzen P and Steffen W (2003) "How Long Have We Been in the Anthropocene Era?" Climatic Change, Editorial Comment.61(3): 251–257. doi:10.1023/B:CLIM.0000004708.74871.62